# Albaicín de Grenade
Pour les articles homonymes, voir Albaicín.
L'Albaicín ou Albayzín est un quartier ziride bâti sur une colline de Grenade en Espagne, qui hébergeait le noyau primitif de la cité antique Medina Elvira. 
Son aspect fait de maisons blanches et de rues étroites, peu propices à la circulation automobile, a peu changé depuis les temps mauresques.

## Nom de la colline
Il provient de l'arabe dialectal al-ba'isîn : les misérables . Ce quartier était à l'époque des Nasrides un faubourg peuplé très majoritairement par des maçons maures qui ont contribué à la construction des habitations.
Il s’agit peut-être également d’un double oronyme préceltique *Bar- + *Cin- désignant des rochers ou des hauteurs, et attesté à plusieurs endroits en Europe du sud (Barcillonnette, Barcelonnette).

## Situation
En bas se trouve la rue Elvira (calle Elvira), ancienne rue principale d'accès à la ville (Medina Elvira) du temps d'Al-Andalus ; cette rue sépare la colline de la ville moderne, construite à compter des temps de la domination chrétienne de la ville.
Le prolongement de cette colline permet de parvenir au quartier de Sacromonte (en).

## Bâtiments et lieux notables
En haut, le mirador de Saint-Nicolas, au pied de l'église Saint-Nicolas, permet de contempler l'enceinte de l'Alhambra et ses nombreux palais sur la colline de la Sabika.
L'Albaicín est surmontée de l'Alcazaba Cadima (es), ancienne citadelle de guerre, qu'il ne faut pas confondre avec l'Alcazaba de l'Alhambra, sa voisine.
La Casa del Chapiz, abritant l'École d'Études Arabes, est la réunion de deux anciennes maisons d'origine nasride, réunies au XVIe siècle.

## Personnalités
- Agustina González López, écrivaine, intellectuelle, peintre et femme politique, assassinée durant la guerre d'Espagne, est née dans le quartier[3];
- Joaquín Arcollas Cabezas, banderillero espagnol assassiné durant la guerre d'Espagne, est né dans le quartier[4].
- Antonina Rodrigo, écrivaine féministe républicaine espagnole, est originaire du quartier[5].

## Galerie

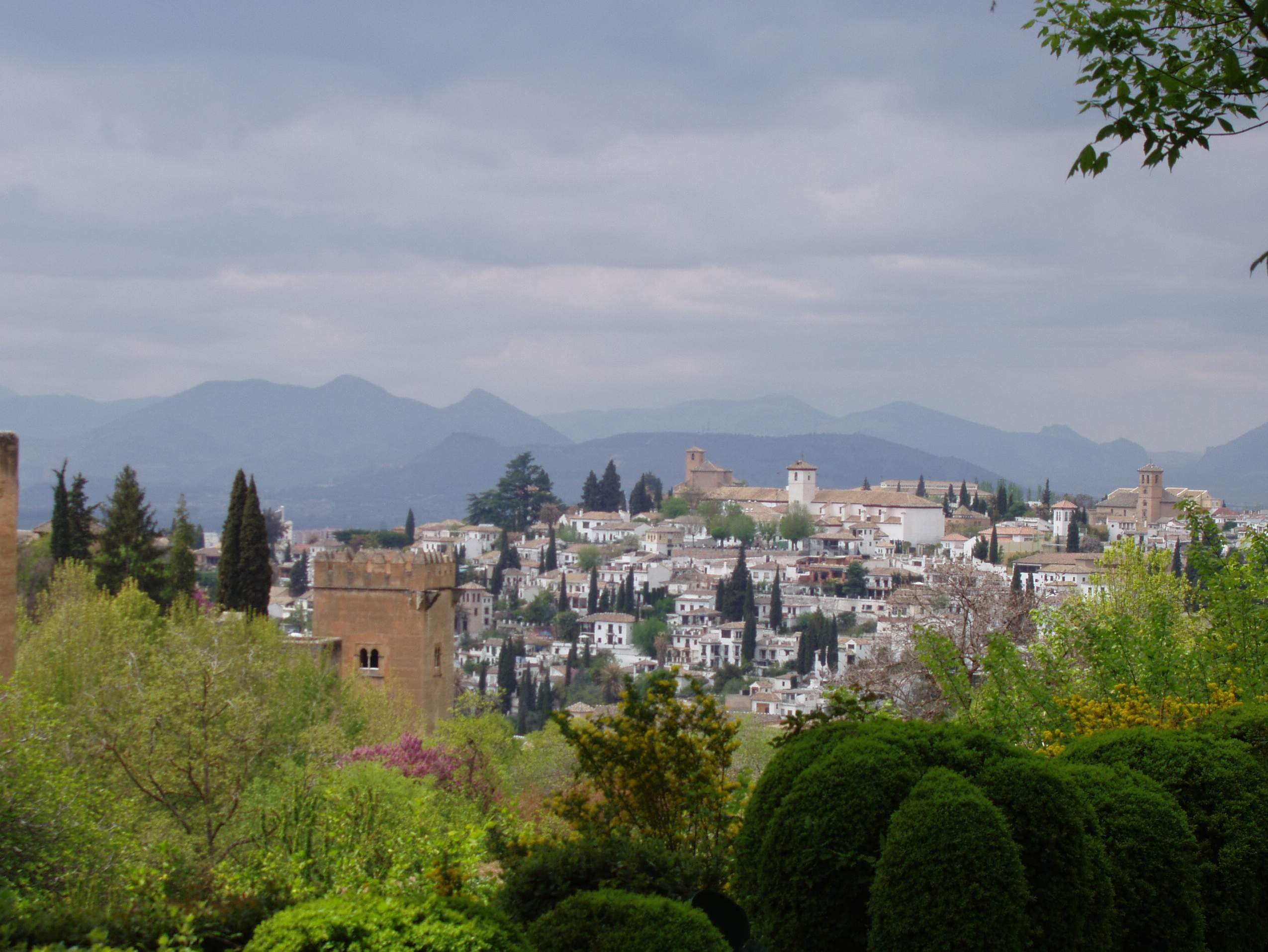
Vue de l'Albaicín depuis les jardins du Généralife
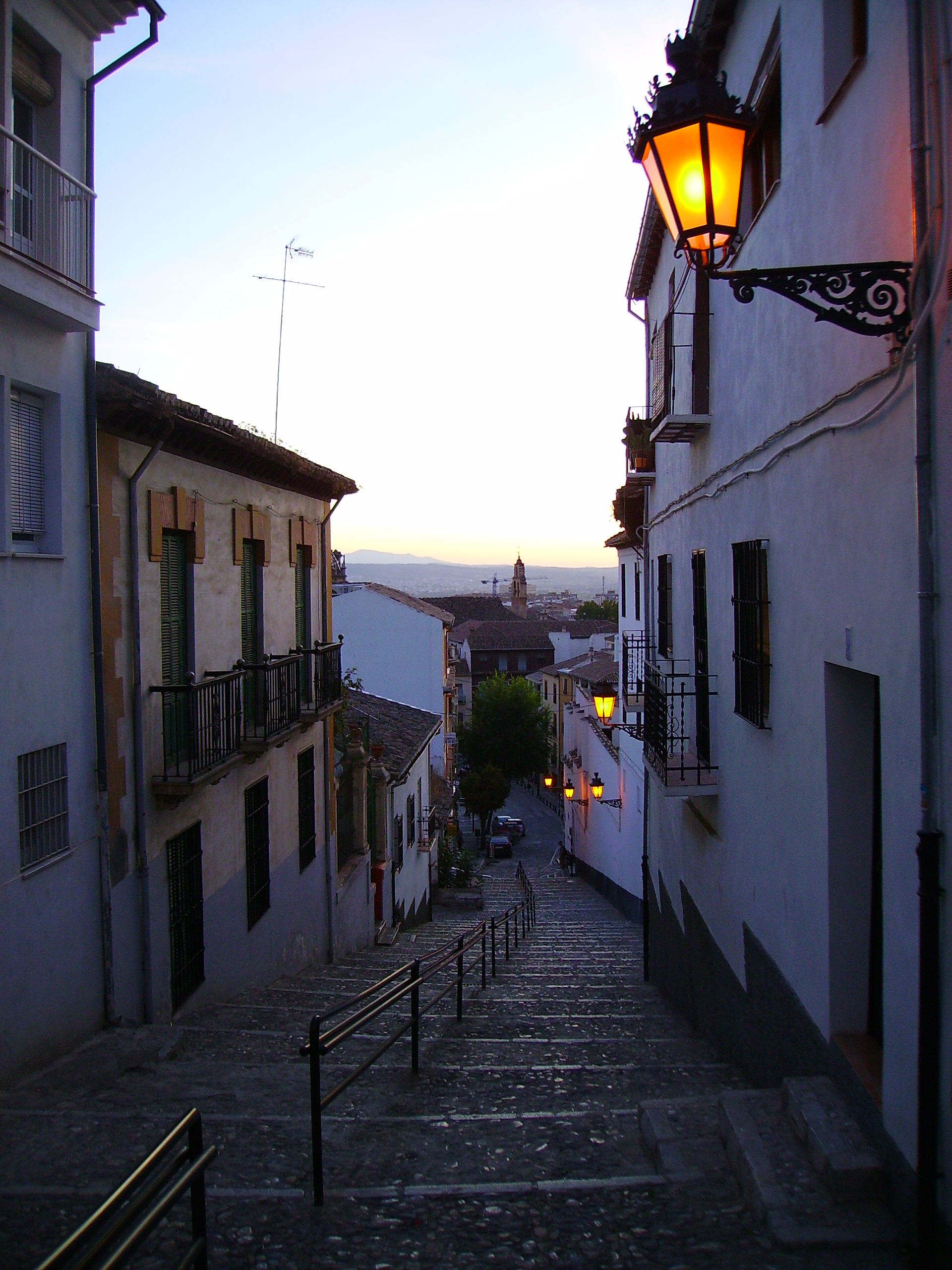
Ruelle de l'Albaicín
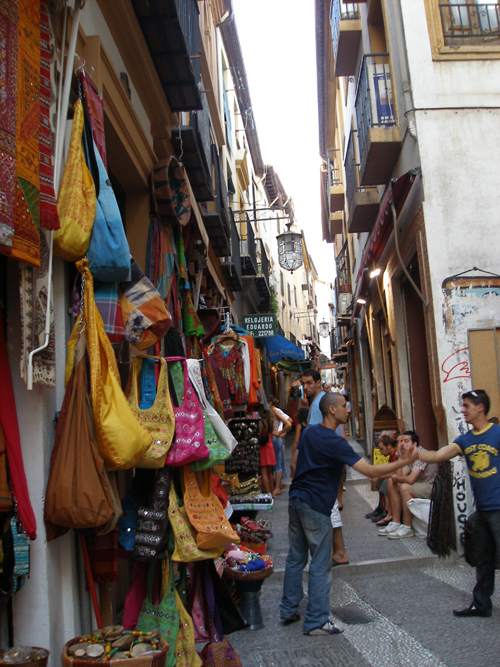
La rue Calderería
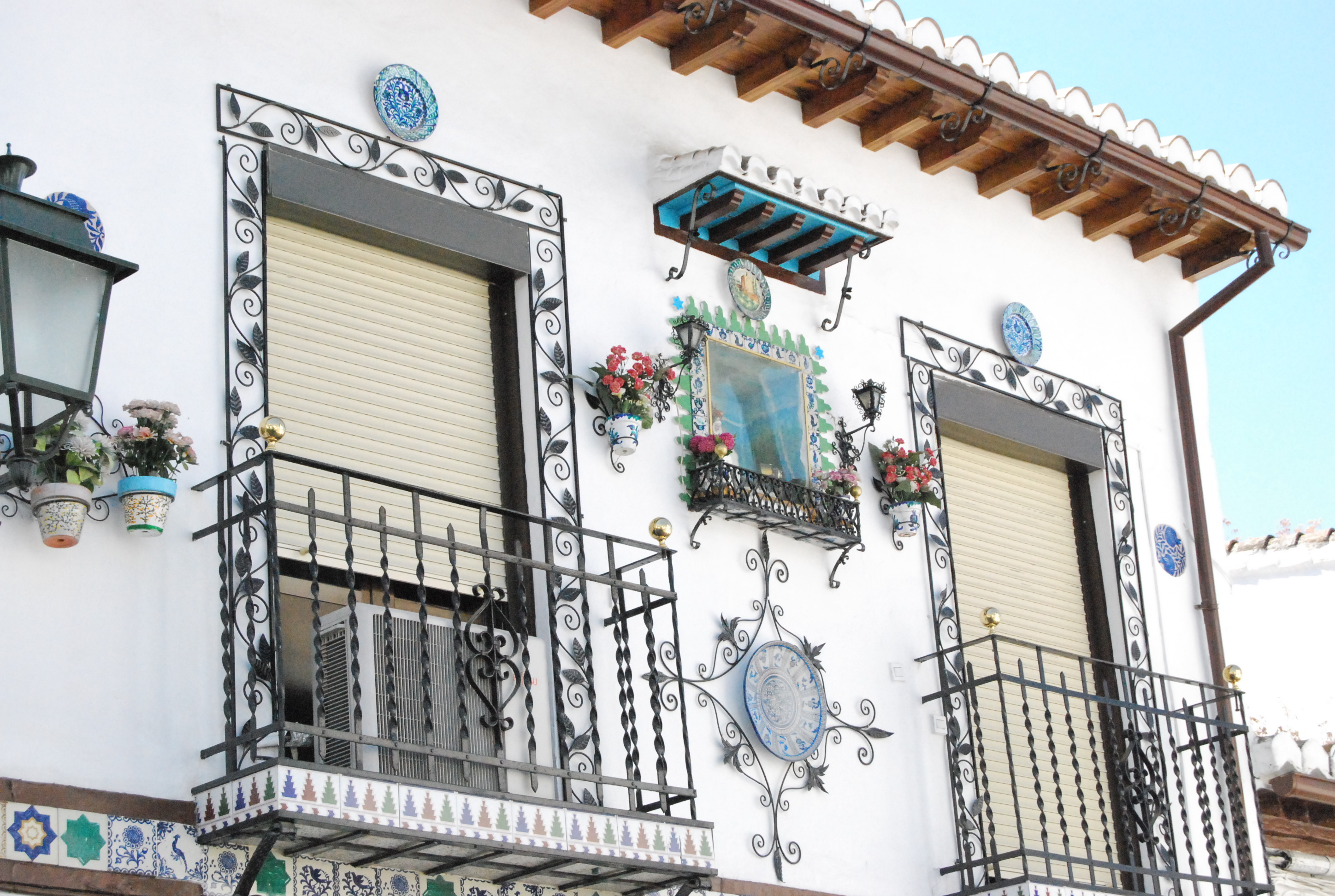
Façade de maison